# Ljubomir Stefanov
Ljubomir Stefanov (* 1975 in Skopje) ist ein nordmazedonischer Filmemacher.

## Leben
Stefanov ist seit mehr als zwei Jahrzehnten als Regisseur von Dokumentationen und Videos zu den Themen Umwelt und Entwicklung tätig und arbeitet auf diesem Gebiet für Institutionen und Akteure wie Euronatur. Außerdem entwickelt er Kommunikationskonzepte, für deren Umsetzung er auch verantwortlich zeichnet.
2017 war er als Regisseur, Drehbuchautor und Produzent an der Kurzdokumentation Lake of Apples beteiligt. 2019 folgte der Dokumentarfilm Land des Honigs (Medena Zemja), den er erneut mit Tamara Kotevska inszenierte und produzierte. Hierfür wurden die beiden, gemeinsam mit Produzent und Filmeditor Atanas Georgiev, bei der Oscarverleihung 2020 für den Oscar in der Kategorie Bester Dokumentarfilm nominiert. Sie erhielten zwei Auszeichnungen beim Sundance Film Festival 2019. Weitere Nominierungen und Auszeichnungen auf verschiedenen internationalen Filmfestivals folgten, darunter der Pare Lorentz Award der International Documentary Association.
Für den Film lebten die Regisseure drei Jahre in Nordmazedonien und porträtierten dort lebende Imker und ihre Arbeit.